# Cửa khẩu Tân Thanh
Cửa khẩu Tân Thanh là cửa khẩu tại vùng đất bản Nà Lầu xã Tân Thanh, huyện Văn Lãng, tỉnh Lạng Sơn, Việt Nam.
Cửa khẩu Tân Thanh thông thương sang cửa khẩu Pò Chải (浦寨口岸) ở tỉnh Quảng Tây, Trung Quốc..
Cửa khẩu Tân Thanh cách thành phố Lạng Sơn khoảng 28 km theo đường bộ về hướng bắc tây bắc .

## Hoạt động
Cửa khẩu Tân Thanh nổi tiếng ở miền bắc Việt Nam là nơi có chợ biên giới trao đổi hàng nông thủy sản, và nhập hàng công nghiệp tiêu dùng giá rẻ từ Trung Quốc. Tuy nhiên do biến động cung và cầu của hai bên có khi không phù hợp nhau, nên hàng có khi khan hiếm, có khi thừa phải đổ bỏ như dưa hấu, thủy sản,....
Chùa Tân Thanh tọa lạc trong khu vực cửa khẩu, được xây dựng dựa vào nguồn công đức của phật tử trong và ngoài nước, khánh thành ngày 9/12/2015 . Chùa cùng với chợ biên giới là điểm đến của nhiều tour du lịch.